# Campeonato de Fórmula Regional Europeia de 2024
O Campeonato de Fórmula Regional Europeia da Alpine de 2024 foi uma competição de monopostos com vários eventos realizados em toda a Europa. O campeonato, também chamado de FRECA, contou com pilotos profissionais e amadores competindo em carros de Fórmula Regional que estão em conformidade com os regulamentos da FIA. Esta foi a sexta temporada do campeonato e a quarta após a fusão com a Eurocopa de Fórmula Renault, que resultou na mudança do fornecedor de motores para a Alpine.
A equipe italiana Prema Racing foi campeã de construtores pelo terceiro ano consecutivo, conquistando-o na primeira corrida da penúltima rodada. Uma corrida depois e com duas provas restantes, o brasileiro da Prema Rafael Câmara foi campeão de pilotos. O piloto da RPM, Noah Strømsted, venceu o título de melhor entre os novatos na corrida final da temporada.

## Equipes e pilotos
As mesmas doze equipes que disputaram a temporada de 2023 também foram pré-selecionadas para a temporada de 2024, contudo, a Arden Motorsport e a Monolite Racing mais tarde desistiram de suas inscrições, confirmando sua retirada em abril, enquanto a Iron Dames se juntou à FRECA e montou uma formação totalmente feminina.
| Equipe                | Nº. | Piloto                 | Status | Rodadas       |
| --------------------- | --- | ---------------------- | ------ | ------------- |
| Saintéloc Racing      | 2   | Matteo De Palo         | E      | Todas         |
| Saintéloc Racing      | 44  | Théophile Naël         |        | Todas         |
| Saintéloc Racing      | 74  | Enzo Peugeot           | E      | Todas         |
| Prema Racing          | 3   | Ugo Ugochukwu          |        | Todas         |
| Prema Racing          | 5   | Rafael Câmara          |        | Todas         |
| Prema Racing          | 13  | James Wharton          |        | Todas         |
| Trident               | 4   | Roman Bilinski         |        | 1–2, 7–10     |
| Trident               | 4   | Michael Belov          |        | 4–6           |
| Trident               | 7   | Nicola Lacorte         | E      | Todas         |
| Trident               | 66  | Ruiqi Liu              |        | Todas         |
| KIC Motorsport        | 6   | Alex Sawer             | E      | 1–6, 8–10     |
| KIC Motorsport        | 29  | Nandhavud Bhirombhakdi | E      | Todas         |
| KIC Motorsport        | 43  | Costa Toparis          |        | 1–2           |
| KIC Motorsport        | 43  | John Bennett           |        | 3             |
| KIC Motorsport        | 43  | Gao Yujia              |        | 4–6           |
| KIC Motorsport        | 43  | Maya Weug              |        | 7             |
| KIC Motorsport        | 43  | Enzo Scionti           |        | 9             |
| R-ace GP              | 8   | Tuukka Taponen         |        | Todas         |
| R-ace GP              | 20  | Zachary David          |        | Todas         |
| R-ace GP              | 23  | Enzo Deligny           | E      | Todas         |
| G4 Racing             | 9   | Kanato Le              | E      | Todas         |
| G4 Racing             | 16  | Romain Andriolo        | E      | Todas         |
| G4 Racing             | 33  | Jesse Carrasquedo Jr.  |        | 1–4           |
| G4 Racing             | 33  | Álvaro Cho             | E      | 5–6           |
| G4 Racing             | 33  | Jett Bowling           |        | 9–10          |
| ART Grand Prix        | 10  | Alessandro Giusti      |        | Todas         |
| ART Grand Prix        | 14  | Léna Bühler            |        | 1–6           |
| ART Grand Prix        | 95  | Evan Giltaire          | E      | Todas         |
| ART Grand Prix        | 96  | Yaroslav Veselaho      |        | Todas         |
| MP Motorsport         | 11  | Nikita Bedrin          |        | 1, 3, 5, 7–10 |
| MP Motorsport         | 11  | Isaac Barashi          |        | 4, 6          |
| MP Motorsport         | 47  | Nikhil Bohra           |        | Todas         |
| MP Motorsport         | 55  | Valerio Rinicella      | E      | All           |
| Van Amersfoort Racing | 15  | Brando Badoer          |        | Todas         |
| Van Amersfoort Racing | 22  | Pedro Clerot           | E      | Todas         |
| Van Amersfoort Racing | 89  | Ivan Domingues         | E      | Todas         |
| Iron Dames            | 19  | Marta García           |        | Todas         |
| Iron Dames            | 28  | Doriane Pin            | E      | 1–2, 5–10     |
| RPM                   | 27  | Edgar Pierre           | E      | Todas         |
| RPM                   | 57  | Noah Strømsted         | E      | Todas         |
| RPM                   | 99  | Giovanni Maschio       |        | Todas         |

| Ícone | Status    |
| ----- | --------- |
| E     | Estreante |

### Mudanças na equipe
A Arden Motorsport retirou-se do campeonato, optando por se concentrar nos campeonatos GB3 e GB4.
A Monolite Racing, presente desde a temporada inaugural de 2020, também optou por se retirar depois que as negociações com o vencedor da corrida na GB3 James Hedley, e o protegido de Jacques Villeneuve, Kevin Foster, não se concretizaram.
A Iron Dames, um projeto de desenvolvimento de talentos femininos da equipe de corrida de resistência Iron Lynx, que é de propriedade da mesma empresa mãe da Prema Racing, entrou no campeonato com dois carros.

### Mudanças de pilotos
A atual campeã Prema Racing viu dois de seus pilotos deixarem o campeonato, com o atual campeão de pilotos Andrea Kimi Antonelli saltando para a Fórmula 2 e Lorenzo Fluxá se juntando à Cool Racing na ELMS. Para substituí-los, a Prema contratou o campeão da Euro 4 de 2023 e júnior da McLaren Ugo Ugochukwu, e o campeão de F4 dos Emirados Árabes Unidos de 2023, James Wharton.
A R-ace GP viu seus três pilotos Martinius Stenshorne, Matías Zagazeta e Tim Tramnitz se graduando para a Fórmula 3 com as equipes Hitech Pulse-Eight, Jenzer Motorsport e MP Motorsport, respectivamente. Por isso, a equipe montou uma formação totalmente nova em 2024, apostando em quatro graduados da F4: Tuukka Taponen, o vice-campeão da Fórmula 4 dos Emirados Árabes Unidos e júnior da Ferrari, que subiu para a FRECA após vencer o FRMEC com a equipe durante o inverno; Enzo Deligny, o júnior da Red Bull  que estreou na categoria após ficar em quarto lugar na F4 espanhola com a Campos Racing; e Zachary David, que se juntou à categoria após dois sétimos lugares na F4 italiana e Euro 4 com a US Racing. 
A Van Amersfoort Racing viu Joshua Dufek ser promovido à F3 com a PHM AIX Racing, Niels Koolen se mudar para os EUA para se juntar à HMD Motorsport na Indy NXT e Kas Haverkort correr na Porsche Supercup com a GP Elite. O trio foi substituído por três pilotos vindos da F4. Um deles foi Pedro Clerot, campeão brasileiro de F4 de 2022, que veio de um sexto lugar na F4 Espanhola de 2023 com a MP Motorsport. Os outros dois pilotos representaram a VAR em outras categorias: o português Ivan Domingues, que já estreou pela equipe como piloto convidado durante as duas últimas etapas da FRECA daquele ano, e o italiano Brando Badoer, que também acumulou experiência na Fórmula Regional por meio de uma campanha na FRMEC com a PHM AIX.
A RPM também viu todos os seus três pilotos deixarem a FRECA. Santiago Ramos disputou a F3 pela Trident , Adam Fitzgerald foi para a USF Pro 2000 com a Turn 3 Motorsport, e Macéo Capietto juntou-se à Iron Lynx na ELMS. A equipe contratou Noah Strømsted, que veio da F4 Espanhola e da F4 Emiradense, e que teve uma participação bem-sucedida como piloto convidado em 2023, Edgar Pierre, que ficou em 9º na F4 francesa em 2023, e Giovanni Maschio, que embarcou em sua segunda temporada no campeonato após ficar em 34º com a Monolite Racing em 2023.
A G4 Racing viu Alessandro Giusti se mudar para a ART Grand Prix em sua segunda temporada, enquanto Pierre-Alexandre Provost se juntou à MV2S na European Endurance Prototype Cup e Michael Belov deixou o campeonato. No lugar deles, entraram Romain Andriolo, quarto colocado na F4 francesa em 2023, Jesse Carrasquedo Jr., que competiu na F4 espanhola, italiana e dos Emirados Árabes Unidos antes de estrear no campeonato como piloto convidado do VAR por duas rodadas em 2023, e Kanato Le, o primeiro piloto japonês a correr na série, ficou em sétimo na F4 britânica antes de uma campanha FRMEC com a R-ace GP.
A MP Motorsport promoveu Valerio Rinicella de suas equipes de F4, depois que ele ficou em terceiro na F4 Espanhola e em quarto lugar na F4 Emiradense em 2023. Ele substituiu Sami Meguetounif, que subiu para a Fórmula 3 com a Trident. Outro contratado foi Nikhil Bohra, que deixou a Trident após ficar em 12º lugar com a equipe italiana em 2023, e que veio para preencher a vaga do falecido Dilano van 't Hoff. E finalmente, Nikita Bedrin embarcou na MP em 2024 junto com uma campanha na F3 com a PHM Racing após quatro participações especiais em 2023 com a Monolite e a VAR. Em sua dupla campanha, ele perdeu as etapas de Spa, Hungaroring e Paul Ricard para priorizar a F3. Ele substituiu Victor Bernier, que se juntou a Martinet por Alméras na Porsche Supercup.
A Trident contratou dois novos pilotos para substituir Owen Tangavelou, que foi para a Eurocup-3, e Nikhil Bohra, que foi para a MP: Nicola Lacorte, da Alpine Academy, que subiu para a categoria depois de terminar em nono na F4 Italiana e Euro 4 em 2023, e Ruiqi Liu, que também disputou vários campeonatos de Fórmula 4 em 2023, culminando em um quarto lugar na Fórmula Winter Series com a US Racing.
A ART Grand Prix promoveu Laurens van Hoepen para sua equipe na F3, e Charlie Wurz, se juntou à Jenzer na F3. Marcus Amand também deixou a equipe para se juntar à Schumacher CLRT na Porsche Carrera Cup França. Com isso, Alessandro Giusti, da G4 Racing, substituiu Van Hoepen. Yaroslav Veselaho substituiu Amand após estrear na Fórmula Regional do Oriente Médio com a Xcel Motorsport. O campeão francês de F4 de 2023, Evan Giltaire, permaneceu na ART depois de já ter se juntado à equipe como piloto convidado nas duas últimas rodadas da temporada de 2023 no lugar de Wurz. A vice-campeã da F1 Academy, Léna Bühler, completou a escalação da ART, retornando ao campeonato onde correu pela R-ace GP em 2021 e 2022 como parte de um acordo que permitiu às equipes da FRECA correr com um quarto carro para um dos três primeiros colocados da F1 Academy. 
A Saintéloc Racing escalou uma formação totalmente nova depois que Lucas Medina, Emerson Fittipaldi Jr. e Esteban Masson deixaram a equipe, com Fittipaldi Jr. indo para a Eurocup-3, Masson se juntando à Akkodis ASP no Campeonato Mundial de Endurance e Medina se juntando à Team Virage na Ligier European Series.  A equipe contratou Matteo De Palo, que competiu em quatro campeonatos de Fórmula 4 em 2023 e ficou em quinto lugar no campeonato espanhol; Enzo Peugeot, o vice-campeão francês de Fórmula 4; e Théophile Naël, campeão da F4 Espanhola pela Saintéloc. 
A KIC Motorsport viu sua única piloto em tempo integralMaya Weug, deixar a equipe para se juntar à Prema Racing na F1 Academy. A equipe recrutou Costa Toparis, que pilotou pela Evans GP na FRMEC no início do ano; Nandhavud Bhirombhakdi, que competiu em vários campeonatos de Fórmula 4 nos dois anos anteriores; e Alex Sawer, quinto colocado no campeonato inaugural de F4 da Índia.
A recém-chegada Iron Dames teve uma formação exclusivamente feminina, composta pela campeã da F1 Academy de 2023, Marta García, que estava programada para pilotar uma quarta entrada da Prema, e a júnior da Mercedes Doriane Pin, que também competiu na F1 Academy com a Prema Racing.

### Mudanças no meio da temporada
Tanto Roman Bilinski quanto Doriane Pin se ausentaram da terceira rodada em Zandvoort, pois estavam se recuperando de lesões: Pin fraturou as costelas em um incidente durante a rodada de Spa, enquanto Bilinski sofreu um acidente de trânsito que o levou a ser hospitalizado. Mais tarde, Bilinski revelou ter sido submetido a uma cirurgia para reparar duas vértebras quebradas, o que o manteve fora por um longo período. A KIC Motorsport também alterou sua escalação, com John Bennett convocado para substituir Costa Toparis.
Antes da quarta rodada, a KIC anunciou que o chinês Gao Yujia, 31º na FRMEC em sua primeira aparição na Fórmula Regional, pilotaria o carro nº 43 da equipe, anteriormente ocupado por Toparis e Bennett, pelo restante da temporada. A Trident anunciou que Michael Belov seria o substituto do lesionado Bilinski em Hungaroring, marcando o quarto ano em que ele competiria na FRECA. Na MP, Isaac Barashi substituiu Bedrin, voltando à equipe com a qual ficou em trigésimo na FRMEC.
Jesse Carrasquedo Jr. deixou a G4 Racing e o campeonato antes da quinta rodada para se juntar à Campos Racing na Eurocup-3. Ele foi substituído por Álvaro Cho, vencedor da corrida na F4 Brasileira. Doriane Pin retornou de Mugello em diante. Barashi mais uma vez substituiu Bedrin em Paul Ricard.
Antes da etapa em Ímola, Léna Bühler anunciou sua saída da ART Grand Prix. Enquanto isso, a KIC divulgou o retorno de Maya Weug para essa rodada, como substituta de Gao Yujia. Ela competiu pela última vez com a equipe em 2023, antes de se mudar para a F1 Academy em 2024. Bilinski voltou após se recuperar de sua lesão, enquanto Álvaro Cho, da G4 Racing, e Alex Sawer, da KIC, se ausentaram. Foi inicialmente anunciado que Sawer voltaria para a rodada em Spielberg, mas ele desistiu.
Dias antes da penúltima rodada, a G4 Racing anunciou que Jett Bowling, o vencedor na Fórmula Regional das Américas, se juntaria à equipe pelo restante da temporada. A KIC também anunciou um novo piloto para Barcelona, Enzo Scionti, que correu pela Monolite Racing em 2023, onde ficou em 31º lugar.

## Calendário
O calendário foi revelado em 13 de outubro de 2023, visitando as mesmas pistas do ano anterior.
| Rodada | Rodada | Circuito                                   | Data           | Apoio                                                |
| ------ | ------ | ------------------------------------------ | -------------- | ---------------------------------------------------- |
| 1      | R1     | Hockenheimring, Hockenheim                 | 11 de maio     | International GT Open GT Cup Open Europe             |
| 1      | R2     | Hockenheimring, Hockenheim                 | 12 de maio     | International GT Open GT Cup Open Europe             |
| 2      | R1     | Circuito de Spa-Francorchamps, Stavelot    | 25 de maio     | International GT Open GT Cup Open Europe             |
| 2      | R2     | Circuito de Spa-Francorchamps, Stavelot    | 26 de maio     | International GT Open GT Cup Open Europe             |
| 3      | R1     | Circuito de Zandvoort, Zandvoort           | 8 de junho     | Deutsche Tourenwagen Masters                         |
| 3      | R2     | Circuito de Zandvoort, Zandvoort           | 9 de junho     | Deutsche Tourenwagen Masters                         |
| 4      | R1     | Hungaroring, Mogyoród                      | 22 de junho    | International GT Open                                |
| 4      | R2     | Hungaroring, Mogyoród                      | 23 de junho    | International GT Open                                |
| 5      | R1     | Circuito de Mugello, Scarperia e San Piero | 13 de julho    | Campeonato Italiano de GT Porsche Carrera Cup Itália |
| 5      | R2     | Circuito de Mugello, Scarperia e San Piero | 14 de julho    | Campeonato Italiano de GT Porsche Carrera Cup Itália |
| 6      | R1     | Circuito Paul Ricard, Le Castellet         | 20 de julho    | International GT Open GT Cup Open Europe             |
| 6      | R2     | Circuito Paul Ricard, Le Castellet         | 21 de julho    | International GT Open GT Cup Open Europe             |
| 7      | R1     | Autódromo Enzo e Dino Ferrari, Imola       | 7 de setembro  | Campeonato Italiano de GT Porsche Carrera Cup Itália |
| 7      | R2     | Autódromo Enzo e Dino Ferrari, Imola       | 8 de setembro  | Campeonato Italiano de GT Porsche Carrera Cup Itália |
| 8      | R1     | Red Bull Ring, Spielberg                   | 14 de setembro | International GT Open                                |
| 8      | R2     | Red Bull Ring, Spielberg                   | 15 de setembro | International GT Open                                |
| 9      | R1     | Circuito de Barcelona-Catalunha, Montmeló  | 28 de setembro | International GT Open GT Cup Open Europe             |
| 9      | R2     | Circuito de Barcelona-Catalunha, Montmeló  | 29 de setembro | International GT Open GT Cup Open Europe             |
| 10     | R1     | Autódromo Nacional de Monza, Monza         | 26 de outubro  | Campeonato Italiano de GT                            |
| 10     | R2     | Autódromo Nacional de Monza, Monza         | 27 de outubro  | Campeonato Italiano de GT                            |

## Resultados da corrida
| Rodada | Rodada | Circuito                       | Pole position  | Volta mais rápida | Piloto vencedor   | Equipe vencedora | Estreante vencedor |
| ------ | ------ | ------------------------------ | -------------- | ----------------- | ----------------- | ---------------- | ------------------ |
| 1      | R1     | Hockenheimring                 | Rafael Câmara  | Rafael Câmara     | Rafael Câmara     | Prema Racing     | Ivan Domingues     |
| 1      | R2     | Hockenheimring                 | James Wharton  | Evan Giltaire     | Evan Giltaire     | ART Grand Prix   | Evan Giltaire      |
| 2      | R1     | Circuit de Spa-Francorchamps   | Roman Bilinski | Noah Strømsted    | Rafael Câmara     | Prema Racing     | Noah Strømsted     |
| 2      | R2     | Circuit de Spa-Francorchamps   | Rafael Câmara  | Rafael Câmara     | Rafael Câmara     | Prema Racing     | Noah Strømsted     |
| 3      | R1     | Circuit Zandvoort              | James Wharton  | Rafael Câmara     | Tuukka Taponen    | R-ace GP         | Pedro Clerot       |
| 3      | R2     | Circuit Zandvoort              | Rafael Câmara  | Rafael Câmara     | Rafael Câmara     | Prema Racing     | Noah Strømsted     |
| 4      | R1     | Hungaroring                    | Tuukka Taponen | Tuukka Taponen    | Tuukka Taponen    | R-ace GP         | Evan Giltaire      |
| 4      | R2     | Hungaroring                    | Tuukka Taponen | Tuukka Taponen    | Tuukka Taponen    | R-ace GP         | Enzo Deligny       |
| 5      | R1     | Mugello Circuit                | Tuukka Taponen | Brando Badoer     | Tuukka Taponen    | R-ace GP         | Ivan Domingues     |
| 5      | R2     | Mugello Circuit                | Brando Badoer  | Brando Badoer     | James Wharton     | Prema Racing     | Pedro Clerot       |
| 6      | R1     | Circuit Paul Ricard            | Rafael Câmara  | Rafael Câmara     | Rafael Câmara     | Prema Racing     | Ivan Domingues     |
| 6      | R2     | Circuit Paul Ricard            | Rafael Câmara  | Noah Strømsted    | Alessandro Giusti | ART Grand Prix   | Noah Strømsted     |
| 7      | R1     | Imola Circuit                  | Rafael Câmara  | Rafael Câmara     | Rafael Câmara     | Prema Racing     | Enzo Deligny       |
| 7      | R2     | Imola Circuit                  | Rafael Câmara  | Alessandro Giusti | Alessandro Giusti | ART Grand Prix   | Noah Strømsted     |
| 8      | R1     | Red Bull Ring                  | James Wharton  | Nicola Lacorte    | James Wharton     | Prema Racing     | Evan Giltaire      |
| 8      | R2     | Red Bull Ring                  | Noah Strømsted | Noah Strømsted    | Théophile Naël    | Saintéloc Racing | Noah Strømsted     |
| 9      | R1     | Circuit de Barcelona-Catalunya | James Wharton  | James Wharton     | James Wharton     | Prema Racing     | Noah Strømsted     |
| 9      | R2     | Circuit de Barcelona-Catalunya | James Wharton  | James Wharton     | James Wharton     | Prema Racing     | Pedro Clerot       |
| 10     | R1     | Monza Circuit                  | Ugo Ugochukwu  | Rafael Câmara     | Ugo Ugochukwu     | Prema Racing     | Evan Giltaire      |
| 10     | R2     | Monza Circuit                  | Théophile Naël | Alessandro Giusti | Rafael Câmara     | Prema Racing     | Enzo Peugeot       |

## Relatório da temporada

### Rodadas de abertura
A temporada de 2024 da FRECA começou onde terminou em 2023: no Hockenheimring. Rafael Câmara, da Prema, obteve a pole position da prova que abriu a temporada. Um início lento o fez cair para terceiro, atrás da dupla da R-ace GP, Enzo Deligny e Tuukka Taponen, mas o brasileiro precisou de apenas oito curvas para retomar a liderança. Taponen ficou em segundo, atrás de Deligny, mas o companheiro de equipe de Câmara, James Wharton, ultrapassou os dois e assumiu a segunda posição. Esse foi o Top-3 que cruzou a linha de chegada, mas Wharton foi posteriormente penalizado em uma posição, devolvendo o segundo lugar a Taponen. Ivan Domingues, da VAR, surpreendeu ao fazer a pole position da corrida 2, mas Wharton largou em primeiro depois que seus tempos de volta anteriormente excluídos foram restabelecidos. Evan Giltaire, da ART, assumiu a liderança, enquanto Wharton ficou para trás, colidiu com Pedro Clerot, da VAR, e abandonou a corrida. Giltaire segurou Câmara durante toda a prova, que contou com quatro interrupções do safety car, para vencer sua primeira corrida na FRECA, com Domingues chegando em terceiro. Câmara terminou a primeira rodada como líder, com 18 pontos de vantagem sobre Giltaire.
A segunda rodada foi em Spa-Francorchamps, e Roman Bilinski da Trident foi pole da corrida 1, em uma sessão classificatória marcada pela chuva. Ele se manteve líder após a primeira volta, enquanto Câmara, que havia começado em sexto, já havia subido para quarto. O brasileiro então lutou com Noah Strømsted, da RPM, pelo terceiro lugar, e ambos ultrapassaram Zachary David, da R-ace GP, passando a brigar pelo segundo lugar. A dupla continuou avançando e rebaixou Bilinski para terceiro, com Câmara assumindo a liderança. O brasileiro se segurou na ponta até garantir a vitória, enquanto Strømsted recebeu uma penalidade pós-corrida que o fez cair para o quarto lugar. Câmara conquistou a pole position na segunda corrida, travando uma luta contra Wharton até que Taponen ultrapassou os dois em Les Combes. Câmara retomou a liderança na quarta volta, com o finlandês ficando atrás de Strømsted e Wharton, que teve um problema com La Source mais cedo, o que o tirou da disputa pela vitória. Com três vitórias em quatro corridas, Câmara já havia superado Giltaire, seu adversário mais próximo, por 60 pontos de vantagem.
A rodada seguinte foi em Zandvoort, onde Wharton fez a pole da corrida 1. A chuva forte levou à largada sob o safety car, com a primeira metade da corrida ocorrendo com bandeira amarela. Quando a bandeira verde foi agitada, Wharton chegou a abrir vantagem, mas rodou em Hugenholtz e despencou para 16º. Isso colocou Taponen na liderança, à frente de Câmara e Alessandro Giusti, da ART, antes do safety car entrar novamente. Taponen conseguiu segurar Câmara no reinício da prova para obter sua primeira vitória na FRECA. A classificação para a segunda corrida contou com mais uma pole de Câmara, com ele à frente dos rivais por mais de meio segundo. Brando Badoer, da VAR, completou a primeira fila, enquanto Giusti lutou contra Strømsted pelo terceiro lugar. Após um safety car no início, os três primeiros abriram vantagem sobre o restante do grid e suas posições permaneceram inalteradas até o final da corrida. Taponen tentou tomar o quarto lugar de Strømsted, mas não conseguiu ultrapassá-lo, depois perdeu para Clerot e caiu para o quinto lugar. Ainda assim, o finlandês terminou a rodada na vice-liderança, embora com uma enorme desvantagem de 73 pontos para o líder Câmara.

### Rodadas de meio de temporada
A quarta etapa se deu em Hungaroring e começou em condições de chuva, com Taponen liderando a primeira sessão classificatória. Ele controlou a vantagem para vencer de maneira confortável, enquanto os outros lugares do pódio foram disputados acirradamente. David e Badoer ficaram em segundo e terceiro na parte inicial da corrida, antes do italiano tentar atacar David pelo segundo lugar e permitir a aproximação de mais carros. Ambos conseguiram manter-se nas suas posições, antes de uma penalização pós-corrida para David dar a Badoer o segundo lugar e promover Câmara ao pódio. Taponen conquistou outra pole position na corrida 2. Ugo Ugochukwu, da Prema, passou Badoer e Câmara do quarto para o segundo lugar na largada, mas acabou saindo da pista e deixando que os outros tomassem sua posição. O grid terminou assim a partir daí, mas as penalidades pós-corrida mudaram o pódio novamente. Câmara caiu para sexto, permitindo que Ugochukwu ficasse em terceiro. E essa nova vitória de Taponen o ajudou a reduzir a vantagem de Câmara na liderança para 49 pontos.
Em Mugello, Taponen garantiu sua terceira pole position consecutiva na primeira corrida. Badoer largou ao seu lado, mas não conseguiu ultrapassá-lo e logo teve que se defender de Clerot após uma relargada antecipada da corrida. Apesar da pressão, Clerot não conseguiu fazer a ultrapassagem. Badoer pressionou Taponen por várias voltas, mas o finlandês conseguiu mais uma vitória fácil. Clerot perdeu sua vaga no pódio para Domingues na penúltima volta, enquanto Câmara terminou em quinto lugar. Badoer encerrou a sequência de poles de Taponen ao marcar o tempo mais rápido na classificação da corrida 2. Mas o italiano perdeu a liderança para Wharton na primeira curva, com Câmara seguindo duas curvas depois. Badoer conseguiu recuperar o segundo lugar e perseguiu Wharton de perto, mas não conseguiu desafiá-lo, resultando na primeira vitória de Wharton na FRECA. Câmara, inicialmente em terceiro, caiu para quinto após uma penalidade pós-corrida, que promoveu Clerot para terceiro e Taponen para quarto, estando 24 pontos atrás no campeonato. 
A sexta rodada em Paul Ricard começou com Câmara garantindo a pole position para a corrida de abertura. Michael Belov, substituindo o lesionado Bilinski no Trident, alinhou-se ao lado dele na primeira fila. A corrida terminou sem mudanças significativas na frente, com Câmara conquistando sua quinta vitória da temporada, enquanto Badoer manteve o terceiro lugar para alcançar seu sexto pódio consecutivo. Na segunda sessão de qualificação, realizada em condições de pista em melhoria, Câmara garantiu novamente a pole ao marcar o seu tempo de volta em último. Chuva forte antes da segunda corrida levou à largada com o safety car. Após sua retirada, Giusti saiu da terceira fila para o segundo lugar. Uma rodada de Badoer fez o safety car retornar e, na relargada seguinte, Giusti assumiu a liderança, e Câmara terminou em sexto. Giusti venceu e Strømsted e Kanato Le, da G4 Racing, completaram o pódio. Mas com o abandono de Taponen, Câmara ampliou sua liderança no campeonato para 52 pontos.
No seu regresso a Itália, Câmara manteve uma sequência invicta na classificação, garantindo a pole position para a corrida 1 em Imola. No entanto, após acelerar na largada, ele recebeu uma penalidade de cinco segundos, enquanto Taponen avançou para o segundo lugar, ultrapassando Giusti. Wharton também superou Giusti antes que o carro de segurança interrompesse a prova. Com Taponen e Wharton lutando pelo segundo posto, Câmara conseguiu ampliar sua liderança e cruzou a linha de chegada oito segundos à frente, superando assim a punição de 5 segundos que tinha sofrido no início da prova e garantindo mais uma vitória. Na classificação da corrida 2, Câmara conquistou a quarta pole position consecutiva, mas na primeira curva, Taponen bateu na traseira de Câmara, o que resultou no abandono do finlandês e jogou Câmara para o fundo do grid. Giusti assumiu a liderança e a segurou até o fim da prova, sendo seguido por Strømsted e David, enquanto Wharton conseguiu ficar em terceiro durante a relargada. Já Câmara executou uma recuperação impressionante, auxiliado por dez abandonos, para terminar em nono, consolidando uma vantagem de 61 pontos sobre Taponen.

### Rodadas finais
Wharton interrompeu a sequência de poles de Câmara ao garantir a posição de honra para a primeira corrida no Red Bull Ring. Giusti desafiou Wharton na largada, mas o australiano manteve a liderança, com Bilinski avançando para o terceiro lugar. Essa ordem permaneceu inalterada durante duas reinicializações do safety car, enquanto Giltaire avançava até chegar em Bilinski e tomar o 3º lugar na sétima volta, e logo depois, se aproximar de Giusti para lhe tomar a vice-liderança. Apesar Giltaire ter pressionado Wharton, o australiano prevaleceu e venceu a corrida. No dia seguinte, as condições da pista estavam muito molhadas, permitindo que Strømsted conquistasse a pole position. A pista então secou para a corrida, onde Théophile Naël, da Saintéloc Racing, assumiu a liderança, seguido por Strømsted e Badoer. Naël se manteve na ponta e segurou os ataques de Strømsted, que saiu da pista na penúltima volta, permitindo que Naël alcançasse sua primeira vitória. Câmara não pontuou em duas das provas, mas com Taponen falhando em pontuar, a diferença de pontos permaneceu inalterada.
Na penúltima etapa em Barcelona, Wharton fez a pole para a corrida 1. Câmara, que estava na primeira fila, teve uma largada ruim e ficou atrás de Taponen, permitindo que Wharton estabelecesse uma liderança inicial. O australiano ampliou sua vantagem enquanto Taponen defendia o segundo lugar de Câmara. A ordem na frente permaneceu inalterada, com Wharton conquistando a vitória por mais de seis segundos, enquanto o segundo lugar de Taponen o manteve com esperanças de vencer o campeonato. Na corrida 2, Wharton fez mais uma pole, e ele se manteve na liderança graças a um acidente que provocou a entrada do carro de segurança. Taponen abandonou nesse incidente de abertura, o que coroou Rafael Câmara como campeão da temporada 2024. Ele teve uma corrida tranquila, terminando em quarto, enquanto Wharton converteu sua segunda pole em outra vitória. Giusti e Clerot lutaram pelo segundo lugar, com o francês segurando com sucesso o brasileiro. As duas vitórias de Wharton o colocaram à frente de Taponen na classificação, 60 pontos atrás do campeão Câmara.
A temporada terminou em Monza, onde Ugochukwu fez a pole na pista molhada. A primeira corrida, também sob chuva, começou atrás do safety car. O estadunidense rapidamente abriu espaço para Bilinski, que sofreu pressão de Câmara. Na quarta volta, Câmara ultrapassou Bilinski e começou a perseguir Ugochukwu, enquanto uma batalha pelo terceiro lugar se desenrolava, envolvendo vários carros. Wharton levou o terceiro lugar, enquanto Câmara se aproximou de Ugochukwu, mas não o impediu de obter sua primeira vitória. A corrida final da temporada viu Naël na pole, mas Câmara, começando em terceiro, fez uma largada forte e assumiu a liderança. Giusti e Ugochukwu ultrapassaram Naël nas voltas seguintes antes de dois períodos de safety car interromperem a corrida. Após a primeira reinicialização, Ugochukwu cometeu um erro que o fez cair na classificação, permitindo que Wharton conquistasse o terceiro lugar. Um incidente envolvendo duas quedas simultâneas levou a uma bandeira vermelha e a corrida não foi retomada, garantindo a Câmara sua sétima vitória do ano. 
No final da temporada, Câmara se consagrou como campeão ao obter sete vitórias, 309 pontos e uma vantagem de 73 pontos sobre seu rival mais próximo — recordes desde 2021, quando a FRECA adotou um formato de fim de semana de duas corridas. Apesar de Taponen ter se aproximado no meio da temporada e de Wharton ter sido o que mais pontuou nas quatro rodadas finais, o domínio de Câmara raramente foi questionado. O pernambucano se mostrou dominante desde o início da campanha e manteve resultados consistentes, incluindo várias vitórias e pódios, para superar decisivamente seus concorrentes e liderar a FRECA do início ao fim. Seu único revés significativo ocorreu em Spielberg, mas com Taponen incapaz de capitalizar e a ascensão de Wharton chegando tarde demais, Câmara garantiu o título na penúltima rodada. Enquanto isso, o apelo do campeonato permaneceu forte, apesar da saída de duas equipes e do crescimento contínuo de outras séries, como a Eurocup-3 e a GB3, com tamanhos de grid consistentemente excedendo 30 inscrições.

## Classificação do campeonato
Sistema de pontos
Pontos foram concedidos aos 10 primeiros classificados.
| Posição | 1º | 2º | 3º | 4º | 5º | 6º | 7º | 8º | 9º | 10º |
| Pontos  | 25 | 18 | 15 | 12 | 10 | 8  | 6  | 4  | 2  | 1   |

### Classificação dos pilotos
| Pos. | Piloto                 | HOC | HOC | SPA | SPA | ZAN | ZAN | HUN | HUN | MUG | MUG | LEC | LEC | IMO | IMO | RBR | RBR | CAT | CAT | MNZ | MNZ | Pts. |
| Pos. | Piloto                 | R1  | R2  | R1  | R2  | R1  | R2  | R1  | R2  | R1  | R2  | R1  | R2  | R1  | R2  | R1  | R2  | R1  | R2  | R1  | R2  | Pts. |
| ---- | ---------------------- | --- | --- | --- | --- | --- | --- | --- | --- | --- | --- | --- | --- | --- | --- | --- | --- | --- | --- | --- | --- | ---- |
| 1    | Rafael Câmara          | 1   | 2   | 1   | 1   | 2   | 1   | 3   | 6   | 5   | 5   | 1   | 6   | 1   | 9   | 11  | 16  | 3   | 4   | 2   | 1   | 309  |
| 2    | James Wharton          | 3   | Ret | DNS | 3   | 13  | 14  | 6   | 4   | 7   | 1   | 6   | 9   | 3   | 3   | 1   | 5   | 1   | 1   | 3   | 3   | 236  |
| 3    | Tuukka Taponen         | 2   | 9   | 13  | 5   | 1   | 6   | 1   | 1   | 1   | 4   | 5   | Ret | 2   | Ret | 12  | Ret | 2   | Ret | 9   | Ret | 198  |
| 4    | Alessandro Giusti      | 8   | 14  | 7   | 4   | 3   | 3   | 4   | 7   | 11  | 8   | 7   | 1   | 5   | 1   | 3   | Ret | 8   | 2   | Ret | 2   | 195  |
| 5    | Brando Badoer          | 4   | 5   | 8   | 10  | 10  | 2   | 2   | 2   | 2   | 2   | 3   | Ret | 6   | 11  | 7   | 3   | 4   | 17  | 11  | Ret | 174  |
| 6    | Noah Strømsted         | 11  | 12  | 4   | 2   | 14  | 4   | Ret | 15  | 9   | 9   | Ret | 2   | 11  | 2   | 9   | 2   | 5   | 6   | 28† | 10  | 121  |
| 7    | Evan Giltaire          | Ret | 1   | 12  | 6   | 5   | 11  | 5   | 13  | 22  | 21  | 8   | 4   | 14  | Ret | 2   | 11  | 15  | 12  | 5   | 11  | 97   |
| 8    | Pedro Clerot           | 13  | 6   | Ret | 24  | 4   | 5   | 15  | 8   | 4   | 3   | Ret | 18  | 10  | 6   | 20  | 6   | Ret | 3   | 23† | Ret | 93   |
| 9    | Théophile Naël         | Ret | 7   | 11  | 7   | 17  | 13  | DSQ | 9   | 23  | 14  | 11  | 14  | 7   | 8   | 13  | 1   | 6   | 11  | 4   | 4   | 81   |
| 10   | Ivan Domingues         | 5   | 3   | 17  | 27  | 7   | 7   | 10  | 17  | 3   | 7   | 4   | 8   | Ret | 16  | 18  | 10  | 10  | 10  | 13  | 15  | 78   |
| 11   | Ugo Ugochukwu          | 7   | Ret | 15  | 21  | 28  | 10  | 8   | 3   | 10  | 13  | DSQ | DSQ | 15  | 5   | 8   | 20  | Ret | 8   | 1   | 7   | 76   |
| 12   | Enzo Deligny           | 10  | 4   | 9   | 8   | 6   | 12  | 14  | 5   | 18  | 17  | 19  | 5   | 4   | Ret | 16  | Ret | 12  | 9   | 15  | 16  | 61   |
| 13   | Zachary David          | Ret | 16  | 3   | 12  | 8   | 18  | 7   | 12  | 12  | 6   | 16  | 7   | 27  | 4   | Ret | 9   | 21  | 13  | 14  | 8   | 57   |
| 14   | Roman Bilinski         | 9   | 11  | 2   | 29† |     |     |     |     |     |     |     |     | 9   | 7   | 4   | 8   | 9   | Ret | 7   | 26  | 52   |
| 15   | Enzo Peugeot           | 16  | 24  | 6   | 9   | 9   | 8   | DSQ | 24  | 16  | 11  | 12  | 23  | Ret | Ret | 5   | 12  | 7   | 7   | 8   | 5   | 52   |
| 16   | Nikita Bedrin          | 6   | 8   |     |     | 11  | 9   |     |     | 8   | 16  |     |     | Ret | 10  | 15  | 7   | 20  | 21  | 17  | 6   | 33   |
| 17   | Matteo De Palo         | 15  | 13  | 5   | 11  | Ret | Ret | DSQ | 10  | 19  | 18  | 10  | 15  | 8   | Ret | 10  | 4   | 22  | Ret | 25† | Ret | 29   |
| 18   | Kanato Le              | 19  | Ret | 20  | 20  | 12  | 15  | 16  | 16  | 17  | 19  | 17  | 3   | 16  | Ret | 19  | 15  | 14  | 5   | 16  | 9   | 27   |
| 19   | Michael Belov          |     |     |     |     |     |     | 12  | 11  | 6   | 12  | 2   | Ret |     |     |     |     |     |     |     |     | 26   |
| 20   | Valerio Rinicella      | 14  | 20  | 14  | 14  | Ret | 27  | 11  | 19  | 15  | 15  | 13  | 12  | 13  | 19  | 6   | Ret | 13  | 15  | 6   | 12  | 16   |
| 21   | Nicola Lacorte         | 18  | 10  | 16  | 13  | 18  | 16  | 13  | Ret | 20  | 20  | 9   | 16  | 19  | 13  | 22  | 21  | 16  | 16  | Ret | 14  | 3    |
| 22   | Ruiqi Liu              | 17  | 18  | 18  | 18  | 25  | 23  | 9   | 18  | 13  | 10  | 14  | 17  | 17  | 18  | Ret | 18  | 18  | Ret | 24† | 18  | 3    |
| 23   | Nikhil Bohra           | 12  | 22  | 10  | 17  | 15  | 19  | 17  | 14  | 21  | 26  | 15  | 11  | 18  | Ret | 24  | 19  | 19  | Ret | 10  | 13  | 2    |
| 24   | Giovanni Maschio       | 20  | 15  | Ret | 16  | 19  | 21  | 18  | 20  | Ret | 23  | 26  | 10  | 21  | Ret | 14  | 13  | 17  | 22  | Ret | 17  | 1    |
| 25   | Romain Andriolo        | 21  | 17  | Ret | Ret | 21  | Ret | 19  | Ret | 24  | 22  | 20  | 26  | 24  | 15  | 21  | Ret | 11  | 14  | 19  | Ret | 0    |
| 26   | Nandhavud Bhirombhakdi | 27  | 21  | 26  | Ret | 26  | 25  | 25  | 26  | 14  | Ret | Ret | Ret | 12  | 12  | Ret | Ret | 23  | 27  | 12  | 19  | 0    |
| 27   | Doriane Pin            | 23  | 23  | 22  | WD  |     |     |     |     | 26  | 24  | Ret | 13  | 25  | Ret | 17  | 17  | 24  | 20  | 21  | 25  | 0    |
| 28   | Marta García           | 24  | 25  | 21  | 15  | 24  | 22  | 20  | Ret | 31  | 27  | 18  | 20  | 23  | 17  | 23  | 14  | 29  | 24  | 20  | 24  | 0    |
| 29   | Maya Weug              |     |     |     |     |     |     |     |     |     |     |     |     | 22  | 14  |     |     |     |     |     |     | 0    |
| 30   | John Bennett           |     |     |     |     | 16  | Ret |     |     |     |     |     |     |     |     |     |     |     |     |     |     | 0    |
| 31   | Edgar Pierre           | 29  | Ret | 28† | 19  | 22  | 17  | 21  | 21  | 25  | 25  | Ret | 19  | 20  | Ret | DNS | Ret | 25  | 19  | 18  | 22  | 0    |
| 32   | Alex Sawer             | 25  | Ret | 24  | 28† | 23  | 24  | 22  | 22  | 28  | 32† | 21  | 21  |     |     | WD  | WD  | 26  | 18  | 26† | 20  | 0    |
| 33   | Jesse Carrasquedo Jr.  | 22  | 19  | 23  | 23  | 20  | 20  | 24  | 23  |     |     |     |     |     |     |     |     |     |     |     |     | 0    |
| 34   | Costa Toparis          | 28  | Ret | 19  | 22  |     |     |     |     |     |     |     |     |     |     |     |     |     |     |     |     | 0    |
| 35   | Yaroslav Veselaho      | Ret | 26  | 25  | 26  | 29  | 28  | 23  | 28  | 27  | 29  | 23  | 28  | 26  | 20  | Ret | WD  | DNS | 26  | 22  | 23  | 0    |
| 36   | Jett Bowling           |     |     |     |     |     |     |     |     |     |     |     |     |     |     |     |     | 27  | 25  | 27† | 21  | 0    |
| 37   | Álvaro Cho             |     |     |     |     |     |     |     |     | 29  | 30  | 22  | 24  |     |     |     |     |     |     |     |     | 0    |
| 38   | Léna Bühler            | 26  | Ret | 27  | 25  | 27  | 26  | Ret | 25  | Ret | 28  | DNS | 22  |     |     |     |     |     |     |     |     | 0    |
| 39   | Enzo Scionti           |     |     |     |     |     |     |     |     |     |     |     |     |     |     |     |     | 28  | 23  |     |     | 0    |
| 40   | Gao Yujia              |     |     |     |     |     |     | Ret | 27  | 30  | 31  | 24  | 25  |     |     |     |     |     |     |     |     | 0    |
| 41   | Isaac Barashi          |     |     |     |     |     |     | 26  | Ret |     |     | 25  | 27  |     |     |     |     |     |     |     |     | 0    |
| Pos. | Piloto                 | R1  | R2  | R1  | R2  | R1  | R2  | R1  | R2  | R1  | R2  | R1  | R2  | R1  | R2  | R1  | R2  | R1  | R2  | R1  | R2  | Pts. |
| Pos. | Piloto                 | HOC | HOC | SPA | SPA | ZAN | ZAN | HUN | HUN | MUG | MUG | LEC | LEC | IMO | IMO | RBR | RBR | CAT | CAT | MNZ | MNZ | Pts. |

| Cor      | Resultado                      |
| -------- | ------------------------------ |
| Ouro     | Vencedor                       |
| Prata    | 2º lugar                       |
| Bronze   | 3º lugar                       |
| Verde    | Terminou, nos pontos           |
| Azul     | Terminou, sem pontos           |
| Azul     | Terminou, sem classificar (NC) |
| Púrpura  | Retirou-se (Ret)               |
| Vermelho | Não qualificado (NQ)           |
| Vermelho | Não pré-qualificado (NPQ)      |
| Preto    | Desqualificado (DSQ)           |
| Branco   | Não largou (NL)                |
| Branco   | Desistência (WD)               |
| Branco   | Corrida cancelada (C)          |
| Sem cor  | Não participou (NP)            |
| Sem cor  | Excluído (EX)                  |

| Estreante |

### Classificação das equipes
Para as equipes que inscrevessem mais de dois carros, apenas os dois melhores seriam elegíveis para pontuar no campeonato de equipes.
| Pos. | Equipe                | HOC | HOC | SPA | SPA | ZAN | ZAN | HUN | HUN | MUG | MUG | LEC | LEC | IMO | IMO | RBR | RBR | CAT | CAT | MNZ | MNZ | Pts. |
| Pos. | Equipe                | R1  | R2  | R1  | R2  | R1  | R2  | R1  | R2  | R1  | R2  | R1  | R2  | R1  | R2  | R1  | R2  | R1  | R2  | R1  | R2  | Pts. |
| ---- | --------------------- | --- | --- | --- | --- | --- | --- | --- | --- | --- | --- | --- | --- | --- | --- | --- | --- | --- | --- | --- | --- | ---- |
| 1    | Prema Racing          | 1   | 2   | 1   | 1   | 2   | 1   | 3   | 3   | 5   | 1   | 1   | 6   | 1   | 3   | 1   | 5   | 1   | 1   | 1   | 1   | 575  |
| 1    | Prema Racing          | 3   | Ret | 15  | 3   | 13  | 10  | 6   | 4   | 7   | 5   | 6   | 9   | 3   | 5   | 8   | 16  | 3   | 4   | 2   | 3   | 575  |
| 2    | R-ace GP              | 2   | 4   | 3   | 5   | 1   | 6   | 1   | 1   | 1   | 4   | 5   | 5   | 2   | 4   | 12  | 9   | 2   | 9   | 9   | 8   | 312  |
| 2    | R-ace GP              | 10  | 9   | 9   | 8   | 6   | 12  | 7   | 5   | 12  | 6   | 16  | 7   | 4   | Ret | 16  | Ret | 12  | 13  | 14  | 16  | 312  |
| 3    | Van Amersfoort Racing | 4   | 3   | 8   | 10  | 4   | 2   | 2   | 2   | 2   | 2   | 3   | 8   | 6   | 6   | 7   | 3   | 4   | 3   | 11  | 15  | 311  |
| 3    | Van Amersfoort Racing | 5   | 5   | 17  | 24  | 10  | 5   | 10  | 8   | 3   | 3   | 4   | 18  | 10  | 11  | 18  | 6   | 10  | 10  | 13  | Ret | 311  |
| 4    | ART Grand Prix        | 8   | 1   | 7   | 4   | 3   | 3   | 4   | 7   | 11  | 8   | 7   | 1   | 5   | 1   | 2   | 11  | 8   | 2   | 5   | 2   | 292  |
| 4    | ART Grand Prix        | 26  | 14  | 12  | 6   | 5   | 11  | 5   | 13  | 22  | 21  | 8   | 4   | 14  | 20  | 3   | Ret | 15  | 12  | 22  | 11  | 292  |
| 5    | Saintéloc Racing      | 15  | 7   | 5   | 7   | 9   | 8   | DSQ | 9   | 16  | 11  | 10  | 14  | 7   | 8   | 5   | 1   | 6   | 7   | 4   | 4   | 162  |
| 5    | Saintéloc Racing      | 16  | 13  | 6   | 9   | 17  | 13  | DSQ | 10  | 19  | 14  | 11  | 15  | 8   | Ret | 10  | 4   | 7   | 11  | 8   | 5   | 162  |
| 6    | RPM                   | 11  | 12  | 4   | 2   | 14  | 4   | 18  | 15  | 9   | 9   | 26  | 2   | 11  | 2   | 9   | 2   | 5   | 6   | 18  | 10  | 122  |
| 6    | RPM                   | 20  | 15  | 28† | 16  | 19  | 17  | 21  | 20  | 25  | 23  | Ret | 10  | 20  | Ret | 14  | 13  | 17  | 19  | 25† | 17  | 122  |
| 7    | Trident               | 9   | 10  | 2   | 13  | 18  | 16  | 9   | 11  | 6   | 10  | 2   | 16  | 9   | 7   | 4   | 8   | 9   | 16  | 7   | 14  | 84   |
| 7    | Trident               | 17  | 11  | 16  | 18  | 25  | 23  | 12  | 18  | 13  | 12  | 9   | 17  | 17  | 13  | 22  | 18  | 16  | Ret | 24† | 19  | 84   |
| 8    | MP Motorsport         | 6   | 8   | 10  | 14  | 11  | 9   | 11  | 14  | 8   | 15  | 13  | 11  | 13  | 10  | 6   | 7   | 13  | 15  | 6   | 6   | 51   |
| 8    | MP Motorsport         | 12  | 20  | 14  | 17  | 15  | 19  | 17  | 19  | 15  | 16  | 15  | 12  | 18  | 19  | 15  | 19  | 19  | 21  | 10  | 12  | 51   |
| 9    | G4 Racing             | 19  | 17  | 20  | 20  | 12  | 15  | 16  | 16  | 17  | 19  | 18  | 3   | 16  | 15  | 19  | 15  | 11  | 5   | 16  | 9   | 27   |
| 9    | G4 Racing             | 21  | 19  | 23  | 23  | 20  | 20  | 19  | 23  | 24  | 22  | 20  | 24  | 24  | Ret | 21  | Ret | 14  | 14  | 19  | 24  | 27   |
| 10   | KIC Motorsport        | 25  | 21  | 19  | 22  | 16  | 24  | 22  | 22  | 14  | 31  | 21  | 21  | 12  | 12  | Ret | Ret | 23  | 18  | 12  | 21  | 0    |
| 10   | KIC Motorsport        | 27  | Ret | 24  | 28† | 23  | 25  | 25  | 26  | 28  | 32  | 24  | 25  | 22  | 14  | WD  | WD  | 26  | 23  | 27† | 23  | 0    |
| 11   | Iron Dames            | 23  | 23  | 21  | 15  | 24  | 22  | 20  | Ret | 26  | 24  | 19  | 13  | 23  | 17  | 17  | 14  | 24  | 20  | 20  | 20  | 0    |
| 11   | Iron Dames            | 24  | 25  | 22  | WD  |     |     |     |     | 31  | 27  | Ret | 20  | 25  | Ret | 23  | 17  | 29  | 24  | 21  | 25  | 0    |
| Pos. | Equipe                | R1  | R2  | R1  | R2  | R1  | R2  | R1  | R2  | R1  | R2  | R1  | R2  | R1  | R2  | R1  | R2  | R1  | R2  | R1  | R2  | Pts. |
| Pos. | Equipe                | HOC | HOC | SPA | SPA | ZAN | ZAN | HUN | HUN | MUG | MUG | LEC | LEC | IMO | IMO | RBR | RBR | CAT | CAT | MNZ | MNZ | Pts. |

## Links externos
- Sítio oficial
- ACI Sport page